# Csikóhalak
A csikóhalak (Hippocampus) a sugarasúszójú halak (Actinopterygii) osztályának pikóalakúak (Gasterosteiformes) rendjébe, ezen belül a tűhalfélék (Syngnathidae) családjába tartozó nem. Régies nevükön, csikócák.

## Előfordulásuk
A tengeri csikók Indonézia partjai mentén egészen Ausztráliáig, Európa, Afrika és Észak-Amerika atlanti-óceáni partjainál megtalálhatók. Egyes fajok Amerika csendes-óceáni partvidékének vizeiben élnek. A tengeri csikóállományról keveset tudunk, de a rákászok teliholdnál ezrével fogják ki a párzásra összegyűlt példányokat. A rákászok sok kárt okoznak a tengerfenék vegetációjában, ahol a tengeri csikó fajok is élnek. Keresett akváriumhalak, bár fogságban keveset élnek, és ritkán szaporodnak.

## Megjelenésük
Méretük változatos, a legkisebb csikóhal faj 17 milliméteres (Hippocampus denise), a legnagyobb 35 centiméteres. A tengeri csikók másodpercenként mintegy harmincötöt csapó hátuszonyuk segítségével lebegnek a vízben.
A barna és sárga összes árnyalatában előfordul, nem ritka foltos változata sem. Ha megrettennek, éheznek vagy fájdalmat éreznek, színük elhalványodik, bőséges táplálkozás mellett, a jóllét következtében színezetük élénkebbé válik, sőt nász idején, vagy pedig olyankor, amikor zsákmányoló kedvük támad, fémfény ömlik el rajtuk. Színváltoztató tulajdonságukat arra is felhasználják, hogy beleolvadjanak a környezet összhangjába, elrejtőzzenek ragadozóik elől.
Törzsük oldalt lapított, hasuk nagy, kidomborodó, nincsen farokúszójuk, hanem farkuk fogószervvé alakul át, ami aláhajló, pörgén csavarodó. Rájuk nézve jellemző a fej állása. Amíg a többi hal feje egyenes folytatása a törzs tengelyének, addig a csikóhalaké szöget alkot vele. Erősen görbülő nyakán ül és a lóéhoz hasonlít, innen kapta nevét is. Szemüket nagy látószögben tudják mozgatni, így testük mozgatása nélkül tudják szemmel követni a ragadozókat és kiszemelt áldozataikat. Bőrüknek pikkelyein többé-kevésbé kiemelkedő tüskék és dudorok vannak. Kopoltyúik bojt formájúak, hasi úszói hiányoznak.
A jelenleg ismert legapróbb csikóhal a Csendes-óceán nyugati, trópusi vizeiben él, a vízfelszín alatti 13-90 méteres mélységben. A latinul Hippocampus denise névre keresztelt faj átlagosan mindössze 16 milliméter hosszúságúra nő - kisebb, mint egy felnőtt ember körme -, de találtak csupán 13 milliméteres egyedeket is.

## Életmódjuk
A csikóhalak hosszú farkukkal átkulcsolva az angolnafű vagy a hínár szárán naphosszat lengedeznek, és megvárják, amíg valamilyen táplálékállat kerül a közelükbe. A mozgásuk igen sajátos, többnyire függőleges helyzetben lebegnek. Mozgásuk iránya a csavar gyanánt működő úszó beállításától függ, s e szerint függőlegesen emelkednek a felszín felé, vagy pedig hasoldalukkal előre vízszintesen haladnak. Úszáskor a hátuszonya – és nem a farka – segítségével jellegzetes hullámmozgást felvéve galoppozik tovább. Amint zsákmányát kiszemeli, szájüregéből előbb minden vizet eltávolít – kopoltyúfödelét és száját is becsukva vákuumot képez –, végül szájába szippantja a betóduló vízzel együtt az áldozatot. Az így keletkező örvény olyan erős, hogy nagyobb termetű garnélákat is magával ragad, s ezek a szájon keresztbe akadva, kettétörnek. Az apró rákok és a különféle lárvák kiemelt helyet foglalnak el menüjében, de ínséges időkben az is elég, ha kiszemelt áldozat elég apró ahhoz, hogy lenyelhesse.

## Szaporodásuk
A legtöbb csikóhal monogámiában él párjával (de van ellenpélda is, például a Hippocampus abdominalis), rendszeresen udvarlással erősítik párkapcsolatukat. A párzási időszak a trópusi vizekben egész évben, hidegebb vizekben tavasszal és nyáron van, és egybeesik a teliholddal.
A családban azonban nem a nőstény, hanem a hím hordja magában a petéket a farka tövén található zacskóban. A legújabb kutatások szerint a hím a környező vízbe ereszti ondóját a megtermékenyítés során, és nem közvetlenül a zacskóba, ahogy azt korábban gondolták. A párzás során a nőstény a hím hasoldali költőerszényébe préseli az ikrákat. Az utódok kikeléséhez a vízhőmérséklettől függően 14-28 nap kell. Az utódok száma fajtól függően változó, de körülbelül 50 lehet. A legtöbb csikóhal fajnál két-három hetet vesz igénybe az ikrák fejlődése. A kikelő ivadékok kicsiben ugyanolyanok, mint a szülők, akik kikelés után már nem gondozzák őket. A költőtáska az ivadék kirajzása után visszafejlődik.

## Rendszerezés
A nembe az alábbi 57 faj tartozik:
- nagyhasú csikóhal (Hippocampus abdominalis) Lesson, 1827
- Hippocampus alatus Kuiter, 2001 - egyesek szerint azonos a Hippocampus spinosissimusszal
- Hippocampus algiricus Kaup, 1856
- nyugat-ausztráliai csikóhal (Hippocampus angustus) Günther, 1870
- Hippocampus barbouri Jordan & Richardson, 1908
- törpe csikóhal (Hippocampus bargibanti)  Whitley, 1970
- Hippocampus biocellatus Kuiter, 2001 - egyesek szerint azonos a Hippocampus planifronsszal
- Hippocampus borboniensis Duméril, 1870 - egyesek szerint azonos a Hippocampus kudával
- rövidfejű csikóhal (Hippocampus breviceps) Peters, 1869
- zsiráfcsikóhal (Hippocampus camelopardalis) Bianconi, 1854
- Knysna-csikóhal (Hippocampus capensis) Boulenger, 1900
- Hippocampus casscsio Zhang, Qin, Wang & Lin, 2016
- Hippocampus colemani Kuiter, 2003
- Hippocampus comes Cantor, 1849
- koronás csikóhal (Hippocampus coronatus) Temminck & Schlegel, 1850
- Hippocampus curvicuspis Fricke, 2004 - egyesek szerint azonos a Hippocampus histrixszel
- Hippocampus debelius Gomon & Kuiter, 2009
- Hippocampus denise Lourie & Randall, 2003
- egyenes csikóhal (Hippocampus erectus) Perry, 1810
- Hippocampus fisheri Jordan & Evermann, 1903
- Hippocampus fuscus Rüppell, 1838 - egyesek szerint azonos a Hippocampus kudával
- Hippocampus grandiceps Kuiter, 2001 - egyesek szerint azonos a Hippocampus angustusszal
- pettyes csikóhal (Hippocampus guttulatus) Cuvier, 1829 - korábban Hippocampus ramulosus[3]
- Hippocampus haema Han, Kim, Kai & Senou, 2017
- Hippocampus hendriki Kuiter, 2001 - egyesek szerint azonos a Hippocampus angustusszal
- rövidorrú csikóhal (Hippocampus hippocampus) (Linnaeus, 1758)
- tüskés csikóhal (Hippocampus histrix) Kaup, 1856
- óriáscsikóhal (Hippocampus ingens) Girard, 1858
- Hippocampus japapigu hort, Smith, Motomura, Harasti & Hamilton, 2018[4]
- Hippocampus jayakari Boulenger, 1900
- Hippocampus jugumus Kuiter, 2001
- Hippocampus kelloggi Jordan & Snyder, 1901
- sárga csikóhal (Hippocampus kuda) Bleeker, 1852
- Hippocampus lichtensteinii Kaup, 1856
- bikanyakú csikóhal (Hippocampus minotaur) Gomon, 1997
- Hippocampus mohnikei Bleeker, 1853
- Hippocampus montebelloensis Kuiter, 2001 - egyesek szerint azonos a Hippocampus zebrával
- Hippocampus multispinus Kuiter, 2001 - egyesek szerint azonos a Hippocampus angustusszal
- Hippocampus paradoxus Foster & Gomon, 2010
- Hippocampus patagonicus Piacentino & Luzzatto, 2004
- Hippocampus pontohi Lourie & Kuiter, 2008
- Hippocampus procerus Kuiter, 2001 - egyesek szerint azonos a Hippocampus whiteivel
- Hippocampus pusillus Fricke, 2004
- Hippocampus queenslandicus Horne, 2001 - egyesek szerint azonos a Hippocampus spinosissimusszal
- karcsú csikóhal (Hippocampus reidi) Ginsburg, 1933
- Hippocampus satomiae Lourie & Kuiter, 2008
- Hippocampus semispinosus Kuiter, 2001 - egyesek szerint azonos a Hippocampus spinosissimusszal
- Hippocampus sindonis Jordan & Snyder, 1901
- sün-csikóhal (Hippocampus spinosissimus) Weber, 1913
- Hippocampus subelongatus Castelnau, 1873
- Hippocampus suezensis Duncker, 1940 - egyesek szerint azonos a Hippocampus kelloggival
- háromfoltos csikóhal (Hippocampus trimaculatus) Leach, 1814
- Hippocampus tyro Randall & Lourie, 2009
- Hippocampus waleananus Gomon & Kuiter, 2009 - egyesek szerint azonos a Hippocampus satomiaeval
- White-csikóhal (Hippocampus whitei) Bleeker, 1855
- Hippocampus zebra Whitley, 1964
- Hippocampus zosterae Jordan & Gilbert, 1882

## Névrokonok
A szárnyas csikóhalak (Pegasidae) testét szintén csontpajzsok borítják, arc-orruk is megnyúlt, kis szájuk azonban fogatlan, és nem végső állású, hanem a hasoldalra nyílik. Erre a családra az ejtőernyőszerű, széles mellúszó a jellemző, amelyben – az összes többi halcsaládtól eltérően – 5 kemény sugár van. Kopoltyúik fésűsek; úszóhólyagjuk nincs. Kevés számú, kis termetű faj tartozik ide, amelyek az Indiai- és Csendes-óceán melegégalji részeit lakják.
A repülő csikóhal, Pegasus volitans L., 10 cm-esre nő meg. Hátúszóját 5, mellúszóját 11, hasúszóját 3, az alsót pedig 5 sugár alkotja. Orra hosszú, lapos, kard alakú nyúlvánnyá alakult át, amelyet oldalra irányuló fogak szegnek be. Farkát 12 páncélgyűrű vértezi fel. Testét barna pettyek tarkítják.

## Felhasználás
Hiedelmek szerint csontja segít a kopaszság, az oldalfájás, az asztma, az érelmeszesedés és a szexuális problémák leküzdésében, a tradicionális kínai gyógyászatban is előszeretettel alkalmazzák. Ezért a Fülöp-szigetek környékén található - híresen nagy - állománya 1985 és 1995 között 70%-kal csökkent. Minden évben csikóhalak ezreit halásszák ki és exportálják Európába, Japánba és az Egyesült Államokba. Ázsiában csontvázából évente 45 tonnát adnak el - ez körülbelül 16 millió példányt jelent.
Az akváriumoknak is kedvelt díszhala, illetve szuvenírként is rengetegen vásárolják csontvázát, és dísztárgyak készítésére is felhasználják.
A túlzott halászat miatt veszélyeztetett fajok, halászatuk ma már tilos.

## Akvarisztika
Sok akvarista díszhalként tartja a csikóhalakat, de a vadon befogott csikóhalak rosszul viselik az akváriumi fogságot: csak élő zsákmányt fogyasztanak, illetve akváriumban az immunrendszerük legyengülése miatt hajlamosabbak betegségekre.
Az utóbbi időkben tenyésztettek ki speciális akváriumba való csikóhalakat is, amik jobban bírják a fogságot. Akváriumban együtt tartható más fajokkal, de azokat gondosan kell megválogatni. A csikóhal lassú evő, így ha agresszív gyors evő fajokkal kerül egy akváriumba, akkor alul fog maradni az élelemért vívott küzdelemben, ami miatt legyengülhet és elpusztulhat. A lassú mozgása miatt gyors ragadozó halakkal sem szabad összezárni.